# Горенє Кроново
Горенє Кроново (словен. Gorenje Kronovo) — поселення в общині Ново Место, регіон Південно-Східна Словенія, Словенія. Висота над рівнем моря: 173,6 м.